# دیه‌گو مائوریسیو
دیه گو مائوریسیو (به پرتغالی: Diego Maurício Machado de Brito) مهاجم اهل برزیل است که در شهر ریودو ژانیرو و در تاریخ ۲۵ ژوئن ۱۹۹۱ به دنیا آمده‌است.
دیه گو مائوریسیو در تیم‌های فوتبال فلامینگو سابقهٔ حضور دارد ،  در ژوئن ۲۰۲۲ به سفر ایران خواهد کرد تا با پرسپولیس قرارداد امضا کند.